# Beethoven 2
Pour les articles homonymes, voir Beethoven (homonymie).
Série Beethoven
Beethoven
(1992) Beethoven 3
(2000)
Pour plus de détails, voir Fiche technique et Distribution.
Beethoven 2 (Beethoven's 2nd) est un film américain réalisé par Rod Daniel, sorti en 1993. Il s'agit de la suite de Beethoven, sorti l'année précédente.

## Synopsis
Beethoven, le saint-bernard de la famille Newton (la même que celle du premier volet), tombe amoureux de Missy. Mais ils sont rapidement séparés par la méchante maîtresse de la chienne. Celle-ci veut en effet utiliser Missy comme outil de négociation dans son divorce. Son avidité est attisée lorsque la chienne met au monde quatre adorables chiots. Mais les enfants Newton ne l'entendent pas de cette oreille et vont tout faire pour les sauver.

## Fiche technique
- Titre : Beethoven 2
- Titre original : Beethoven's 2nd
- Réalisation : Rod Daniel
- Scénario : John Hughes, Amy Holden Jones et Len Blum
- Production : Michael C. Gross et Joe Medjuck (en)
- Producteur exécutif : Ivan Reitman
- Musique originale : Randy Edelman
- Photographie : Bill Butler
- Montage : William D. Gordean et Sheldon Kahn (en)
- Distribution : Universal Pictures
- Pays d'origine :  États-Unis
- Langue : anglais
- Format : couleur — 1,33:1 — son Dolby
- Genre : comédie
- Durée : 86 minutes
- Dates de sortie : 
  -  France : 15 décembre 1993
  -  États-Unis : 17 décembre 1993
  -  Royaume-Uni : 25 mars 1994

## Distribution
- Charles Grodin (VF : Michel Papineschi) : George Newton
- Bonnie Hunt (VF : Céline Monsarrat) : Alice Newton
- Nicholle Tom (VF : Sarah Marot) : Ryce Newton
- Christopher Castile (VF : Maël Davan-Soulas) : Ted Newton
- Sarah Rose Karr (VF : Adeline Chetail) : Emily Newton
- Debi Mazar (VF : Natacha Muller) : Regina
- Chris Penn (VF : Daniel Lafourcade) : Floyd
- Ashley Hamilton (en) (VF : Damien Boisseau) : Taylor Devereaux
- Danny Masterson : Seth (Jeff en VF)
- Catherine Reitman : Jannie
- Maury Chaykin (VF : Mario Santini) : Cliff Klamath
- Heather McComb : Michelle
- Scott Waara (VF : Georges Caudron) : le banquier
- Jeff Corey (VF : Claude Joseph) : Gus, le concierge
- Virginia Capers (VF : Martine Meirhaeghe) : Linda Anderson
- Kevin Dunn (VF : Hervé Caradec) : Brillo, le propriétaire de Missy (non crédité)
- William Schallert (VF : Claude Nicot) : Steve, le présentateur du concours Burger Binge

 Source et légende : version française (VF) sur RS Doublage et AlloDoublage.

## Adaptations
Il existe un jeu de société Beethoven's 2nd (1993) publié par Parker Brothers de 2 à 4 joueurs pour une durée moyenne de 20 minutes.
Il existe aussi un jeu vidéo de 1993 Beethoven's 2nd (Beethoven: The Ultimate Canine Caper aux États-Unis) sur DOS, Super Nintendo et Game Boy développé et publié par Hi Tech Expressions.

## Autour du film
- Contrairement au premier film, ce second volet ne comporte aucune arme à feu, ce qui permet de réduire un peu la violence.
- Dans la version française du film, la fille aînée des Newton conserve son prénom tel quel (Ryce) alors que dans celle du premier film, son prénom était Annie. Il est à noter également que son interprète, Nicholle Tom, venait entretemps de tourner la première saison de la série Une nounou d'enfer.
- À noter qu'Ashley Hamilton et Debi Mazar se sont retrouvés en compétition dans Dancing with the Stars saison 9 en 2009 (que le père d'Ashley, George, a fait en 2006).
- Le groupe de hard-rock alternatif Spin Doctors signe, sur la B.O., le single Jimmy Olsen's Blues.